# Edi Paloka
Edi Paloka (ur. 23 grudnia 1965 w Tiranie) – albański dziennikarz, deputowany do Zgromadzenia Albanii z ramienia Demokratycznej Partii Albanii.

## Życiorys
Ukończył studia na Uniwersytecie Tirańskim.
W latach 1991–1999 był zastępcą redaktora naczelnego dziennika Rilindja Demokratike.
Od 2001 roku jest deputowanym do Zgromadzenia Albanii z ramienia Demokratycznej Partii Albanii, jednocześnie w latach 1999-2005 był rzecznikiem prasowym Urzędu Ochrony Danych oraz członkiem prezydium partyjnego w latach 2001-2005.